# Miquel Abad Miró
Miquel Abad Miró (Alcoi 1912 - 1994) pintor i doctor arquitecte, professor universitari en Sevilla i degà de l'aleshores Col·legi d'Arquitectes de Andalusia occidental i Badajoz, que fou amic del poeta Miguel Hernández Gilabert fora i dins de la presó.
Pintor i arquitecte avantguardista moderat amb una trajectòria molt complexa per les seues diferents influències i estats d'ànim marcats, com no, per la família i l'amistat, però també per la guerra, la presó, el sofriment propi i alié, i el seu renaixement particular.

## Biografia
Nascut el 28 de juny de 1912 en el pròsper Alcoi liberal i burgués de principi del segle xx, però també proletari. Fill del metge Miquel Abad Tormo i de Maria Concepció Miró Moltó, filla d'un industrial del téxtil vingut a menys amb família nombrosa que vivien al Parterre. Durant els seus estudis primaris als Maristes d'Alcoi i secundaris en acadèmia, va rebre lliçons de dibuix inicialment en l'Escola Industrial i als 14 anys amb el pintor Julio Pascual Espinòs. L'ambient cultural en el qual va créixer i el fet de ser nebot de Llorenç Casanova i Ruiz (1900†), casat amb Mª Teresa Miró Moltó, les Belles arts -en particular les arts plàstiques- van desbordar al jove Miquelet com havia ocorregut amb el seu oncle Gabriel Miró i Ferrer, advocat que va passar a la posteritat pel seu treball literari, amb el resultat de que va obtindre mestratge en l'ús del llapis, el pinzell i el tiralínies. De aqueixa etapa és «El Ventall amb flors» (1927-28); en 1930 va participar en una exposició d'estudiants de la Federación Universitaria Escolar (F.U.E.) en Alcoi amb «Un interior del Mas de la Canal». Més tard vindran retrats «l'avi Miquel», «Joan Masià» (1930) i la «Senyora de Torras» (1931), a més de «El Teularet»; indubtablement la influència del seu oncle Casanova era visible, però també les pròpies ganes d'explorar altres estils.
Un any després de la proclamació de la Segona República Espanyola es va anar a estudiar a l'Escola Tècnica Superior d'Arquitectura de Madrid, després del preparatori en la Universitat de València i en la Universitat de Barcelona, però abans va anar a l'acadèmia del fill de Ferran Cabrera i Cantó, consumat pintor també i amb el mateix nom. En Madrid durant eixos anys convulsos va assistir a les lliçons de pintura en el Círculo de Bellas Artes i va conéixer la pintura de Daniel Vázquez Díaz i de Pablo Picasso, però també va contactar amb estudiants de l'antic F.U.E. i altres grups d'esquerra on va conéixer el seu futur cunyat Fernando Tudela Goig, a un fill de Luis Bello Trompeta i al fotògraf Manuel Llácer González. Per eixa època va dibuixar paisatges alcoians, composicions o retrats: «Pont de Buidaolí», «Natura morta de les cebes» (1932), «Gregori Casasempere» (1933), «Natura morta dels càntirs» (1934), sa mare «Maria Miró» (1933-35)...A l'estiu de 1936, finalitzat el 4º curs, es trobava en la finca familiar «Villa Maria» en el paratje alcoià de Serelles, quan va esclatar la Guerra civil espanyola i no va regressar a Madrid. Simpatitzant, però no militant, del Partit Comunista d'Espanya (PCE), va col·laborar amb Joaquim Arjona Vallet en el periòdic mural Venceremos i també amb Tomás Ferrándiz Llopis (Mus).
Al començament de 1937 es va acomiadar de sa mare i va baixar a Alacant perquè va ser mobilitzat pel govern del Front Popular (Espanya), encara que inútil per ser curt de vista per a l'Exèrcit Popular de la República fou declarat apte per a serveis auxiliars i fou adscrit al C.R.I.M. del ‘Batallón de Retaguardia de Alicante’. Una vegada establit en Alacant, gràcies a les seues activitats de propaganda en Altaveu del Front que havia fet en Alcoi, i llavors en Alacant, va poder contactar amb els pintors Melchor Aracil Gallego, Gastó Castelló i Bravo, i va poder accedir a l'Ateneu (en aquells temps instal·lat al palau del marqués del Bosch) on va conèixer l'escultor Daniel Bañuls Martínez, a Eduardo Irles, als músics José Juan Pérez, a Rafael Rodríguez Albert i al advocat i cineasta amateur José Ramón Clemente Torregrosa i com pertanyia a la Alianza de Intelectuales Antifascista amb el secretari de l'Ateneu, el periodista Antonio Blanca Pérez director de la revista del PCE Nuestra Bandera, va començar a col·laborar com a il·lustrador sota la direcció del mateix Blanca i Emilio Delgado, junt al catedràtic de Dibuix de l'Institut de Secundària, Ricardo Fuente Alcocer, Antonio Oliver i uns altres més. A petició del comité provincial del Socors Roig Internacional es va editar el llibre “Versos en la guerra” compost de poemes de diferents autors i les seues corresponents il·lustracions; juntament amb Manuel González Santana, M. Rodríguez, M. Aracil i Tomas Ferrándiz, Abad Miró va col·laborar amb el dibuix d'una al·legoria per a “Las manos” de Miguel Hernandez; el llibre seria publicat l'any següent (1938). Poc després de l'estiu va conéixer Miguel Hernandez, nouvingut de la Unió de Repúbliques Socialistes Soviètiques (URSS), en ple carrer vestit de soldat i acompanyat d'Antonio Blanca. El poeta el va felicitar per la seua il·lustració, la conversa es va alargar i es va forjar admiració mútua. En casa de Blanca es reunien per a parlar de política, d'art, de música,...del món quan un d'aquells díes, mentre estaven reunits l'il·lustrador i pintor Eusebio Oca Pérez, el músic Rodríguez Albert, Abad Miró i l'amfitrió escoltant al poeta declamar part del llibre “El rayo que no cesa” (del qual faria la principal il·lustració)) però van haver de parar pel soroll eixordador d'un bombardeig en el port d'Alacant -era la tardor de 1937 encara no havia anat el bombardeig d'Alacant (1938)- i aquestes vetlades es van repetir fins al poeta no va tornar del front. L'horror de la guerra apareix en la rereguarda alacantina i Abad Miró expressa la dolorosa impressió que tot això li causa, amb dibuixos com «Cauen bombes», «Ferit», «Xiqueta morta», «Afusellat» o «Després» (tots de 1938), dibuixos en els quals s'expressa de manera molt dramàtica i goyesca.
Finalitzada la Guerra civil, en primavera de 1939, per Abad Miró va ser impossible aconseguir passatge en un vaixell per a fugir i va estar amagat un temps en casa del seu difunt oncle Llorenç Casanova, en l'avinguda del dr. Gadea, amb la seua germana Marisa i el seu cunyat Fernando Tudela, capità mutilat del bàndol republicà que havia sigut ajudant de Enrique Líster Forján i també estudiant d'Arquitectura. Instaurat el franquisme va continuar amb la pintura i va treballar com a delineant a l'estudi col·lectiu que havien constituït els principals arquitectes vius d'Alacant, especialment amb Juan Vidal i Ramos -amic de Gabriel Miró (1930†)- amb qui va participar en la reconstrucció de l'altar major de l'església del Monestir de la Santa Faç i després com a pintor, amb R. Fuente, «La Verónica» (1941) i altres llenços, perquè tot el monestir fou una Txeca durant la Guerra civil i l'interior estava destrossat. Amb l'arquitecte Miguel López González va treballar en el monument conegut en l'actualitat com la «Creu dels Caiguts» i en altres projectes com l'establiment del mític fotògraf alacantí Paco Sánchez (al que faria un retrat), fins al primer empresonament. Abad Miró va ser delatat per falangistes alcoians i va ingressar al Reformatori d'Adults alacantí, però va tindre la sort de que un dels membres de l'òrgan judicial militar del bàndol nacional en Alacant, anomenat ‘Auditoria de Guerra del Ejército de Ocupación', era el tinent auditor del Cos Jurídic de l'Armada Espanyola Fernando González-Regalado i Togores casat amb Rosa Maignon Maluenda, germana de Clemencia Maingon, vídua de Gabriel Miró. Durant eixos mesos Abad Miró va dibuixar per al xiquet d'Eusebio Oca en un llibret de regal anomenat “Felicidades Julito”, juntament altres amics pressos: el poeta Josep Mª Lobregad Andrés, J. Juan, G. Castelló, M. Aracil, V. Olcina i R. Fuente, a qui li va pintar un retrat i pel seu fill Ricardet «Mare amb fill i dos dones»; també faria retrats de la resta de companys de cel·la.
Després de ser jutjat en Consell de Guerra i declarat innocent, Abad Miró va eixir en llibertat vigilada en 1940 i va treballar, havent-se dissolt l'estudi col·lectiu, per a Miguel López que va tindre el seu propi en la Rambla de Mendez Nuñez, en un edifici projectat pel mateix López (1935) on els seus futurs cunyats Margarita Lobregad Andrés, germana del seu antic company al Reformatori, i l'estomatòleg F. Pérez Fillola adquiririen un habitatge. Abad Miró va tindre un període més estable, treballant per a López i també com a pintor i fotògraf, guanyant diners per a formar família amb Maria del Carmen (Mari) Lobregad. Un bon dia d'abril de 1941 va aparéixer Josefina Manresa Marhuenda amb el seu fill al seu estudi particular per a fer-se un retrat i a partir deixe moment es va crear un llaç d'amistat que va durar moltes anys, fins i tot Abad Miró va ajudar econòmicament a la família del poeta i la seua noia Mari també va fer amistat amb ella. Les fotografies d'ells li les va prendre en la plaça de Navarro Rodrigo del barri de Benalúa, al xiquet del poeta amb sa mare i amb Elvira Manresa; d'eixos anys va pintar «Dones» (1941-42).
Però al començament febrer de 1942 Josefina va arribar portant funestes noticies: Miguel Hernández tenia tuberculosi i s'havia produït un vessament pleural. Abad Miró va contactar amb el metge Antonio Barbero Carnicero especialista en pulmó i cor, el qual pertanyia a un grup de metges que havian encarregat el projecte d'un sanatori particular abans de la guerra a M. López. El citat Barbero, a més, era el director del Dispensari Antituberculós d'Alacant ubicat en el contigu barri de Benalúa i, amb el permís del metge Pérez Miralles, cap de la Infermeria, va ingressar al poeta, acompanyat de la seua família i l'escorta, al Dispensari. Després de l'intervenció, Antonio Barbero va recomanar el trasllat del poeta a l'Hospital Antituberculós «Porta Coeli» en la província de València, però setmanes després Abad Miró va contactar de nou amb Barbero perquè el poeta havia empitjorat i com la seua sitació no va permetre ingressar-lo al seu dispensari, Barbero va acordar amb Abad Miró posar-se en contacte amb el metge Alfonso de Miguel radiòleg propietari de l'únic aparell de Raigs X transportable de la província d'Alacant a quien el grup d'Abad Miró va contractar. Gracies de nou a Pérez Miralles, es van desplaçar Barbero i A. De Miguel al Reformatori i, en la infermeria, De Miguel li va fer les plaques radiogràfiques i va confirmar amb el seu diagnòstic la sospita de Barbero, qui li va intervindre novament.
La sol·licitud del permís per a traslladar al poeta a l'Hospital de «Porta Coeli» es va cursar telegràficament el 17 de març al director general de Presons i la resposta afirmativa va arribar al Reformatori el 21, desgraciadament molt tard perquè el malalt havia empitjorat més, i en la matinada del 28 de març de 1942 va morir el poeta universal. Eusebio Oca, també reclús en la infermeria del Reformatori, va fer un retrat de la faç de Miguel Hernández amortat i va comprovar l'altra malaltia del poeta L'endemà, esperaven en la porta del Reformatori la seua vídua Josefina i Elvira Manresa amb el seu germà Vicente Hernández escortats per Consuelo, veïna d'Elvira Manresa, Ricardo Fuente i Abad Miró. El grup va acompanyar el taüt amb els restes mortals, en una tartana. En el cementeri havia sis persones més del cercle més prop, Gabriel Sijé (Justino Marín Gutierrez) germà de Ramón un d'ells i Eladio Belda qui va donar els diners per la concessió del nínxol 1009 fins deu anys. Abans d'enterrar-ho en el nínxol, van obrir el taüt perquè Josefina poguera dir-li adéu i veure què li havien acomodat correctament. Després de introduir el taüt en el nínxol i col·locar la làpida Abad Miró va escriure el nom del poeta amb una cal·ligrafia molt particular, que anys després va usar en la portada de l'últim llibre de l'oriolà universal i a més fou qui va pagar la làpida sepulcral. Abad Miró anys després va pintar de memòria al poeta tal qual ho va veure dins del taüt, amortajat i amb vestit jaqueta: «Esbós per a un record de Miguel Hernández mort» .
Mesos després, uns comentaris burletes “en societat” per part del seu cap, López, a prop del governador civil José María Paternina Iturreagogoitia, van tindre conseqüències molt desagradables per a Abad Miró, ja que equivocadament en juliol de 1942 fou ingressat en el calabós que havia en els soterranis de la Diputació d'Alacant (buscaven a López), després va tornar al Reformatori i des d'allí traslladat a Madrid a l'anomenada Presó de Porlier, en disposició del Tribunal Especial de Repressió de la Maçoneria i del Comunisme, on va dibuixar esbossos per a ocupar-se mentalment i sobreviure, i més de tres mesos després va ser posat en lliberat; d'ací van nàxier alguns dibuixos i pintures, i va començar a usar la finestra com a element en el seu simbolisme («Una dona en la finestra»). De nou en Alacant, va continuar el seu treball a l'estudi de Miguel López molt especialment l'edifici «CODESA» al carrer Navas, «Magatzems l'Aguila» en la Rambla, el edifici per l'Institut de Salut Pública, la nova plaça de l'Ajuntament per motiu de l'explosió Armeria el Gato en Alacant i en el «Sanatorio Perpetuo Socorro», al costat del Benacantil, per al qual va pintar «La Mare de Déu» per a la capella, a més d'altres pintures com «Les Terrasses» (1943); més tard per a l'Archicofraria amb la mateixa advocació del “Perpetu Socors” d'Almoradí la va pintar de nou en taula. Faría retrats de la seua noia, dels seus amics: Gaston Castelló, Melchor Aracil, Fuente, Daniel Bañuls, Rafael Rodríguez Albert i també autoretrats i per primera vegada va exposar en Alacant per a la Foguera de Alfons el Savi i també va participar en concursos i en l'any 1944 va obtindre la 1ª Medalla de la I Exposició Provincial de Belles Arts, organitzada per la Diputació alacantina amb la «Caixa d'Estalvis del Sud-est d'Espanya» dirigida per Antonio Ramos Carratalà (que es va convertir en un dels seus millors clients), en eixos anys va pintar «Família de pescadors», «Pescador amb xiquet» (adquirit temps després pel Reial Club de Regates d'Alacant), «Un apunt del Castell de Santa Bàrbara»... En 1946 es va casar amb Mari Lobregad Andrés, la persona que millor va entendre els seus “laberints emocionals” i va participar en la II Exposició Provincial de Belles Arts on va obtindre la 2ª Medalla compartida amb Adelardo Parrilla Candela; després d'un temps prudencial va finalitzar «Figura femenina asseguda» (1940-49) i pintar «La Sagrada Família» (1949) per a la Caixa, o «La Condomina» (1950).
Al començament dels anys 50 va tornar amb Mari a Madrid per a finalitzar els estudis i ampliar horitzonts, però abans va rebre un homenatge despedida organitzat pels amics Angel Codina, M. Aracil, Luis Torras, G. Castelló, J. Juan, Joaquim León, F. Armengot, Manuel Molina i Vicente Ramos Pérez. El matrimoni es va establir al mateix edifici del carrer Ecija on vivien la seua germana Marisa i el seu cunyat Fernando Tudela, ja arquitecte, tots antics amics de Miguel Hernández. Abad Miró va començar «Dues figures de dona amb un xiquet» (1950-55), va dissenyar la portada, i rebre la col·laboracio de R. Fuente, per al llibre pòstum “Seis poemas inéditos y nueve más” de Miguel Hernández i es va matricular per a finalitzar la Llicenciatura (amb el plan d'estudis anterior al vigent d'aqueix moment) mentre treballava a l'estudi d'arquitectura del seu cunyat; hi ha diverses dibuixos de Mari i el seu fill Miquelet. Finalment va ser arquitecte en 1953, company de Francisco Javier Carvajal Ferrer amb qui col·laborarà en el futur. És conegut que en 1952 les seues cosines segones filles de Gabriel Miró finalment van inaugurar en Polop «La casita del Sigüenza», el xalet amb el que somiava el seu pare i que Miquel Abad va convertir en realitat. En 1960 es va traslladar amb la seua família a Sevilla on sota la direcció del rector de la Universitat de Sevilla, José Hernández Díaz, es va fundar l'Escola Tècnica Superior d'Arquitectura de Sevilla (3ª mès antiga d'Espanya) amb el grup d'Alberto Balbontín de Orta, i ell i Tudela van initziar una nova vida com a professors universitaris perquè van a participar en sengles concursos celebrats per a crear les plantilles de les escoles tècniques, on Abad Miró va guanyar la plaça de professor "encarregat de Càtedra" de Dibuix arquitectònic i el seu cunyat la de professor "encarregat de Càtedra" de Matemàtiques en la -hui- Escola Tècnica Superior d'Enginyeria de l'Edificació. Van residir tots en l'Avinguda de R. Mercedes i durant aquells anys, que ell va considerar el seu exili, Abad Miró va obtindre el Doctorat (1966) i va projectar edificis dins de l'estil racionlista en el barri dels Remedios de Sevilla i en el polígon industrial en la vall de Guadalhorce, a més de hotels, interiors de vivendes, botigues i comerços sol, amb el seu cunyat i també en col·laboració amb A. Wespi Schneider. També són els anys de «Saltimbanquis» (1967), «Héctor» i «El gos de Villa Maria» (1968), «La màquina de Candela», «Parella», «Camperols mariners» i «Nana amb castanyoles» (1969); «Colom», «Festa de nens» i «Júlia» (1970); «Amants amb violència (1971) i «Florer de l'espígol (1972).
En 1973 fou triat degà del Col·legi d'Arquitectes d'Andalusia Occidental i Badajoz, l'any del «Dormitori de Porlier» però també va pintar «Sang de Poeta» i «l'Home aguaita» en 1975 i «Naixement d'Eva». Organitzat per l'escultor-ceramista Arcadi Blasco va participar en una carpeta, junt a Fuentes, amb litografies numerades i firmades com “Homenatge dels pobles d'Espanya a Miguel Hernández” (1976) amb Rafael Canogar, Joan Genovés i Candel, Ricardo Zamorano Molina, Joana Francés, Amadeu Gabino, Salvador Soria Zapater, Josep Vento... exposada en la «Galeria Ágora» de Madrid i en «Ariza» de Bilbao fins 1977. Aqueix any va finalitzar «Nocturn de cavalls» i «Estudi antic».
Amb la seua jubilació, en 1978, va retornar a la província d'Alacant, sobretot a Alcoi però també a El Campello i Alacant, va pintar «La dormida» i per fin va exposar 49 obres en la «Galeria Rembrant» d'Alacant en una antologia seua i va participar en la Mostra dels Fons d'Art de la «Caixa d'Estalvis d'Alacant i Múrcia» CAAM (successora de la d'Estalvis del Sudest d'Espanya); durant eixos anys (1979 a 1983) Jose Ramón Clemente va realitzar una col·lecció d'audiovisuals filmats en super-8 per a l'antecessor de l'actual Institut Alacantí de Cultura Juan Gil-Albert, com a protagonistes -a més del mateix Abad Miró- a Manuel Baeza, Vicente i Daniel Bañuls, Gastón Castelló, José Antonio Cía, M. González Santana, Polín Laporta, Sixto Marco, Enrique Lledó, José Pérez Gil, Pérez Pizarro, Ruiz Morante i Emilio Varela. En 1980 la CAAM va organitzar un monogràfic d'Abad Miró amb 122 obres en la Sala d'Exposicions de la Caixa en Alcoi i a partir d'ací, i donat l'interés sobre la seua obra, van anar succeint-se exposicions amb la seua participació al País Valencià. Ell va continuar pintant: «Nu d'anada i tornada» (1980) «Homenatge a Miguel Hernández», «El Núvol», «Nu, ametller en flor» i altre autoretrat molt especial: aquesta vegada ple de colors amb finestra, en mitg del carrer amb faroles, i el paisatge darrere (1982) que mostra que tenia al seu oncle Gabriel molt interioritzat; «Ramón el pastor» (1973-84), «Ventall per a Marga» (1984) «Temps de Pau» (1986). Després va exposar de nou, en dues col·lectives per ocasió del XVII centenari del martiri de Sant Jordi i en la segona seria amb «Sant Jordi d'Alcoi» (1990) encarregat per l'associació del mateix nom, en la mostra promoguda pel ‘Centre Cultural d'Alcoi’ en col·laboració amb la «Caixa d'Estalvis Provincial d'Alacant» (CAPA) de la Diputació; van participar també Francesc Barrachina, Ramón Castañer o Fina Llàcer entre d'altres. A l'any següent aniria «Fauna i Nimfas» (1991) i en 1992 es van commemorar els 50 anys des de la mort del poeta amb un Congrés Internacional sobre la seua obra, i dins de les activitats programades per la Comissió Organitzadora de l'Homenatge a Miguel Hernández, l'Exposició 50x50, Miguel Hernández en Elche (1992), dirigida per Arcadi Blasco: 50 pintors contemporanis, 50 anys de la mort del poeta i 50 centímetres per 50, el format dels llenços, al Museu d'Art Contemporani d'Elx, Alacant i Oriola. Cada obra va ser completada pel vers en el qual es va inspirar i Abad Miró va escollir un del poemari “El Hombre acecha” (1938-39) sota el patrocini de Caixa Mediterrani (successora de la CAAM i de la CAPA).
Va morir 9 de març de 1994 amb el reconeixement de tota la gent que va poder gaudir del company, del professor i del pintor, el mateix any què es va constituir la «Fundació Cultural Miguel Hernández». gràcies a la seua lleialtat, la universalització del poeta Miguel Hernández va contribuir a la difusió de l'obra d'Abad Miró.
A l'any 2003 es va celebrar el II Congrès Internacional Miguel Hernández i la Comissió Organitzadora va presentar amb la «Fundació Cultural Miguel Hernández», en el ‘Centre d'Estudis Henandians d'Oriola’, una exposició en honor d'Abad Miró per a l'any següent que va reivindicar la seua lealtat al poeta però com a posada en valor de la seua pintura. Va començar en l'Ateneo de Madrid i després es va anar a Alcoi, Alacant i de nou Oriola i va comptar amb la col·laboració de la Universitat Miguel Hernández d'Elx i unes altres entitats. La Diputació d'Alacant a través de l'Institut Alacantí de Cultura Juan Gil-Albert va incluir la seua pintura «Homes sols» (1943) en el cicle de conferencies del Museu de Belles Arts Gravina, Una obra en el MUBAG a l'any 2010 presentat per Antonio Bonet Correa, director de la Reial Acadèmia de Belles Arts de San Fernando. En l'any 2011 es va celebrar una exposicio “Tradició i Avantguarda en la pintura alcoiana del segle XX” organitzada perl ‘Consorci de Museus de la Comunitat Valenciana’ en col·laboració amb l'Ajuntament d'Alacant comisariat per Adrià Espí i en la que es van exposar pintures d'Abad Miró, juntament a Polín Laporta, R. Castañer o Aitana Martín entre uns altres. En l'any 2014 amb motiu del III Març Hernandià una obra d'Abad Miró va formar parte de nou de la segona Exposició Miguel Hernández 50x50 gràcies a la Diputació alacantina a través de l'Institut Gil-Albert. i la «Fundació Cultural Miguel Hernández».

### Hi ha obra seua en
- Museu d'Art Contemporani de Vilafamés